# 내일부터 우리는
《내일부터 우리는》은 네이버 TV에서 2017년 3월 27일에 공개된 웹드라마이다. 2018년 6월 27일 KBS 《독립영화관》을 통해 방영되었다.

## 등장 인물

### 주요 인물
- 김혜준 : 완선 역
- 정연주 : 설록 역
- 박종환 : 박 대표 역

### 주변 인물
- 김경일 : 허동수 역
- 공민정 : 찬선 / 왓플이사 역
- 최유진 : 유진 역
- 설찬미 : 찬미 역

### 그 외 인물
- 정기윤 : 카페 알바 역
- 형슬우 : 광고부장 역
- 서창일 : 진행요원 1 역
- 최현영 : 찬미 친구 1 역
- 황혜림 : 찬미 친구 2 역
- 김선희 : 찬미 친구 3 역
- 장원희 : 스튜어디스 역
- 정지현 : 쪽지녀 역
- 이건희 : 쪽지남 역
- 이동재 : 교수 역
- 김동우 : 수강생 역
- 김선희 : 수강생 역
- 김혜정 : 수강생 역
- 송한빈 : 수강생 역
- 양소영 : 수강생 역
- 주연경 : 수강생 역
- 백현진 : 심사위원 역 (목소리 출연)
- 허정도 : 심사위원 역 (목소리 출연)
- 정혜원 : 기내방송 (목소리 출연)
- 송청란 : 인별구랑 담당자 역 (목소리 출연)
- 강윤제 : 완선의 남자친구 역 (목소리 출연)

### 우정출연
- 장동윤 : 승찬 / 동윤 역
- 윤정일 : 구남 역
- 이지연 : 지연 역
- 변진수 : 변 기자 역

## 회차별 부제
| 회차 | 업로드 일자     | 부제                                      | 런닝 타임 |
| ---- | --------------- | ----------------------------------------- | --------- |
| 1화  | 2017년 3월 27일 | 외인구단이 모이긴 했지만                  | 8:50      |
| 2화  | 2017년 3월 27일 | 공항패션이 실검에 오르긴 했지만           | 10:05     |
| 3화  | 2017년 3월 27일 | 프레임 속의 프레임 속의 프레임이긴 하지만 |           |
| 4화  | 2017년 3월 27일 | 디오니소스가 한물가기는 했지만            |           |
| 5화  | 2017년 3월 27일 | 그대의 정체가 수상하기는 하지만           |           |
| 6화  | 2017년 3월 27일 | 네 마음의 패스워드는 알아내기는 했지만    |           |
| 7화  | 2017년 3월 27일 | 고교시절부터 주목받긴 했지만              |           |
| 8화  | 2017년 3월 27일 | 감언이설이 먹히긴 했지만                  |           |
| 9화  | 2017년 3월 27일 | 삭제버튼을 누르기는 했지만                |           |
| 10화 | 2017년 3월 27일 | 미션을 클리어하기는 했지만                |           |
| 11화 | 2017년 3월 27일 | 하늘이 무너져도 솟아날 구멍은 있다지만    |           |
| 12화 | 2017년 3월 27일 | 정의가 승리한다고는 하지만                |           |